# Fortana del Taro
Il Fortana del Taro è un vino a Indicazione Geografica Tipica (IGT) prodotto nel territorio della Bassa parmense.

## Storia
Un tempo conosciuta come "Uva d'oro" non tanto per il colore ma per la probabile regione d'origine (Cote d'Or), pare che venga coltivata nella Bassa parmense sin dal 1400, anche se la prima citazione risale ad un trattato del 1500 in cui Agostino Gallo ne descrive tecniche produttive e abbinamenti con la cucina locale. Successivamente nel 1600 è il bolognese Vincenzo Tanara a citare le virtù del vino fortana. 
Nel 1872 viene citato il vitigno nel lunario per l'anno bisestile dove, elencando le uve prodotte in provincia di Parma, si parla della fortana con riferimento alla bassa pianura. La zona di produzione dell'uva era storicamente la zona di San Secondo, in località Pavarara, la zona di Soragna e quella di Busseto.

## Zona di produzione
La zona di produzione delle uve che possono essere trasformate in vini con IGT denominata Fortana del Taro include una parte del territorio della provincia di Parma delimitato al nord dal fiume Po, con esclusione delle zone golenali, ad est dal torrente Enza (confine con Reggio Emilia) ad ovest con la provincia di Piacenza, confine segnato in buona parte del territorio indicato dal torrente Ongina. A sud invece la zona di produzione si estende sino alla zona precollinare sino ad un'altitudine massima di 300 m s.l.m.

## Vitigni ammessi e terreni di produzione
La Fortana del Taro può essere prodotta utilizzando essenzialmente uva prodotta dal vitigno fortana in quantità non inferiore al 85%, per il restante 15% posso concorrere le uve di vitigni ad acino nero adatti alla coltivazione in Emilia-Romagna. La resa delle uve ammessa non deve superare le 26 tonnellate per ettaro, mentre la densità di ceppie oscilla fra i 2500 e 3000 per ogni ettaro.
I terreni nei quali il vitigno fortana viene coltivato sono terreni di pianura prevalentemente forti di alta componente argillosa, con sabbia, soprattutto nelle vicinanze dei fiumi Po e Taro,
Il clima tipico dei terreni di produzione è sub continentale con forti escursioni termiche giornaliere caratterizzato da inverni freddi e umidi ed estati calde e afose.

## Vinificazione e caratteristiche organolettiche
Il vino può essere prodotto come "frizzante" o come "novello", la resa massima ammessa dell'uva è 80%. Il vino prodotto deve avere un'acidità totale minima di 3.5g/l e un titolo alcolometrico minimo del 9% vol per il "frizzante" e 11% vol per il novello.
Il vino si presenta di colore rosso rubino chiaro, con un tipico odore fruttato e un sapore da secco a dolce, amabile.

## Abbinamenti
Vino dal grado alcolico modesto è adatto per accompagnare le carni e soprattutto i salumi, come il Culatello di Zibello e la Spalla di San Secondo. Nella produzione della spalla nella versione cotta la fortana viene utilizzata in cottura per aromatizzare il salume.

## Manifestazioni ed eventi
La fiera agostana di San Secondo Parmense è dedicata alla Spalla locale e alla fortana del Taro.